# Cyber Sunday (2008)
Cyber Sunday (2008) — pay-per-view шоу федерации рестлинга World Wrestling Entertainment (WWE), ставшее пятым и последним ежегодным шоу в линейке Cyber Sunday. Прошло 26 октября 2008 года в «ЮС Эйрвейс-центре» (Финикс, Аризона, США). Шоу представляло все три бренда WWE: Raw, SmackDown!, and ECW. Во время шоу прошло 8 поединков. Шоу посмотрело по платным кабельным каналам 153 000 человек, меньше чем прошлогоднее.

## Результаты
| #                                | Результаты                                                              | Условия | Время |
| -------------------------------- | ----------------------------------------------------------------------- | --- | ----- |
| WWE.com                          | Шелтон Бенджамин (c) победил R-Truth                                    | Поединок за титул чемпиона США WWE | 03:22 |
| 1                                | Рей Мистерио победил Кейна                                              | Поединок «No Holds Barred match» | 10:17 |
| 2                                | Мэтт Харди (c) победил Эвана Борна                                      | Поединок за титул чемпиона ECW | 11:01 |
| 3                                | Джон Моррисон и Миз победили Cryme Tyme (JTG и Шад Гаспард)             | Командный поединок | 10:22 |
| 4                                | Хонки-тонк Мен победил Сантино Марелла (c) в результате дисквалификации | Поединок за титул интерконтинентального чемпиона | 01:06 |
| 5                                | Гробовщик победил Биг Шоу                                               | Поединок до последнего на ногах (англ. Last Man Standing match) | 19:23 |
| 6                                | Triple H (c) победилДжеффа Харди                                        | Поединок за титул чемпиона WWE | 15:37 |
| 7                                | Батиста победил Криса Джерико (c)                                       | Поединок за титул чемпиона мира в тяжёлом весе со специально приглашённым судьёй «Ледяной Глыбой» Стивом Остином. Если Джерико будет дисквалифицирован он теряет титул. | 17:06 |
| (c) - чемпион на момент поединка |                                                                         | |       |

### Результаты голосования
| Опрос                                                                   | Результаты | Результаты |
| ----------------------------------------------------------------------- | --- | --- |
| Оппонент для Шелтона Бенджамина                                         | - R-Truth (59 %) - Фестус (26 %) - Монтел Вонтевиус Портер (15 %) | - R-Truth (59 %) - Фестус (26 %) - Монтел Вонтевиус Портер (15 %) |
| Условия поединка Кейна против Рея Мистерио                              | - No Holds Barred match (39 %) - Falls Count Anywhere match (35 %) - Two out of three falls match (26 %) | - No Holds Barred match (39 %) - Falls Count Anywhere match (35 %) - Two out of three falls match (26 %) |
| Оппонент для Мэтта Харди                                                | - Эван Борн (69 %) - Финли (25 %) - Марк Хенри (6 %) | - Эван Борн (69 %) - Финли (25 %) - Марк Хенри (6 %) |
| Выбор команд                                                            | - Джон Моррисон и Миз против Cryme Tyme (JTG и Шад) (38 %) - Коди Роудс и Тэд Дибиаси (c) против СМ Панка и Кофи Кингстона (за титул командных чемпионов мира) (35 %) - Уильям Ригал и Лэйла против Джимми Ноубла и Микки Джеймс (27 %)                   | - Джон Моррисон и Миз против Cryme Tyme (JTG и Шад) (38 %) - Коди Роудс и Тэд Дибиаси (c) против СМ Панка и Кофи Кингстона (за титул командных чемпионов мира) (35 %) - Уильям Ригал и Лэйла против Джимми Ноубла и Микки Джеймс (27 %) |
| Оппонент для Сантино Марелла                                            | - Хонки-тонк Мен (35 %) - Родди Пайпер (34 %) - Голдаст (31 %) | - Хонки-тонк Мен (35 %) - Родди Пайпер (34 %) - Голдаст (31 %) |
| Условия поединка Биг Шоу и Гробовщика                                   | - Last Man Standing match (49 %) - «I Quit» match (42 %) - Knockout match (9 %) | - Last Man Standing match (49 %) - «I Quit» match (42 %) - Knockout match (9 %) |
| Победитель конкурса костюмов для Хэллоуина див                          | - Бет Феникс (как гладиатор) - Бри Белла (как Клеопатра) - Кэндис Мишель (как Мэрилин Монро) - Ив Торрес (как Черепашка-ниндзя) - Джиллиан Холл (как Бэтгёрл) - Келли Келли (как моряк) - Кэти Ли Бёрчилl (как вампир) - Лэйла (как Принцесса Лея Органа) | - Лена Яда (как ниндзя) - Мария (как Банни) - Марис (как французская горничная) - Мишель Маккул (как солдат) - Микки Джеймс (как Лара Крофт) - Наталья (как офицер полиции) - Тиффани (как монахиня) - Виктория (как банана)            |
| Оппонент для Triple H                                                   | - Джефф Харди (57 %) - Джефф Харди и Владимир Козлов (поединок тройная угроза) (38 %) - Владимир Козлов (5 %) | - Джефф Харди (57 %) - Джефф Харди и Владимир Козлов (поединок тройная угроза) (38 %) - Владимир Козлов (5 %) |
| Специально-приглашённый судья для поединка Криса Джерико против Батисты | - Стив Остин (74 %) - Шон Майклз (22 %) - Рэнди Ортон (4 %) | - Стив Остин (74 %) - Шон Майклз (22 %) - Рэнди Ортон (4 %) |